# Hao (Polinesia Francesa)
Hao es una comuna situada en la subdivisión de las Islas Tuamotu-Gambier, Polinesia Francesa. Según el censo de 2017, tiene una población de 1258 habitantes.

## Composición
Está formada por la unión de las tres comunas asociadas de Amanu, Hao y Hereheretue, que abarcan los atolones de Ahunui, Amanu, Anuanuraro, Anuanurunga, Hao, Hereheretue, Manuhangi, Nengonengo, Nukutepipi, Paraoa, Rekareka y Tauere:
| Comuna asociada de Amanu       |          |     |       |
| Amanu                          | 195      | 9.6 | 20.31 |
| Rekareka                       | 0        | 1.6 | 0     |
| Tauere                         | 5 (2007) | 2   | 2.5   |
| Comuna asociada de Hao         |          |     |       |
| Ahunui                         | 0        | 5.7 | 0     |
| Hao                            | 1066     | 47  | 22.68 |
| Manuhangi                      | 0        | 1   | 0     |
| Nengonengo                     | 50       | 9   | 5.56  |
| Paraoa                         | 0        | 4   | 0     |
| Comuna asociada de Hereheretue |          |     |       |
| Anuanuraro                     | 0        | 2.2 | 0     |
| Anuanurunga                    | 0        | 7   | 0     |
| Hereheretue                    | 56       | 4   | 14    |
| Nukutepipi                     | 5        | 2.3 | 2     |

## Demografía
| Gráfica de evolución demográfica de Hao entre 1971 y 2017 |
|                                                           |

Fuente: INSEE, Instituto de Estadística de la Polinesia Francesa (ISPF)